# Irene Monaco
Irene Monaco (Roma, 7 ottobre 1940) è un'ex atleta paralimpica, schermitrice, nuotatrice tennistavolista e arciera italiana.
Vinse dieci medaglie in cinque sport differenti alle Paralimpiadi estive dal 1964 al 1984.

## Biografia
Figlia di un dirigente dell'INAIL originario di Palermo, all'età di cinque anni contrasse la poliomielite insieme alla sorella gemella Elena, anch'essa futura vincitrice di 6 medaglie paralimpiche  Nel 1963 iniziò a praticare lo sport, arrivando a gareggiare in ben undici discipline diverse.
Ha sposato l'atleta paralimpico modenese Uber Sala che gareggiò alle Paralimpiadi estive del 1968 nel tiro del dardo, e in seguito allenatore e commissario tecnico della nazionale italiana paralimpica.
Irene Monaco ha continuato a gareggiare nel tiro con l'arco nella categoria master fino al 1999, vincendo alcuni titoli nazionali e mondiali.

## Palmares
| Medaglia | Edizione                       | Disciplina       | Evento                                                              |
| -------- | ------------------------------ | ---------------- | ------------------------------------------------------------------- |
| Oro      | Tokyo 1964                     | Atletica leggera | Disco femminile - classe D                                          |
| Oro      | Tokyo 1964                     | Scherma          | Fioretto a squadre femminile (con Elena Monaco e Anna Maria Toso)   |
| Oro      | Tel Aviv 1968                  | Atletica leggera | Disco femminile - classe D                                          |
| Argento  | Tokyo 1964                     | Nuoto            | 50 m stile libero femminili - prono classe 4 incompleta             |
| Bronzo   | Tokyo 1964                     | Nuoto            | 50 m rana femminili - classe 4 incompleta                           |
| Bronzo   | Tokyo 1964                     | Nuoto            | 50 m stile libero femminili - supino classe 4 incompleta            |
| Bronzo   | Tel Aviv 1968                  | Tennistavolo     | Doppio femminile - classe C (con Rosaria La Corte)                  |
| Bronzo   | Tel Aviv 1968                  | Scherma          | Fioretto a squadre femminile (con Elena Monaco e Gabriella Monaco)  |
| Bronzo   | Arnhem 1980                    | Scherma          | Fioretto a squadre femminile (con Rosa Sicari e Gabriella Boreggio) |
| Bronzo   | New York-Stoke Mandeville 1984 | Tiro con l'arco  | doppio FITA round integrato                                         |